# Polusvitkovci

Polusvitkovci  (Hemichordata; crijevodisači, Branchiotremata), koljeno u životinjskom carstvu koje obuhvaća razrede Enteropneusta ili žiroglavce i peroškršce (Pterobranchia), radijalno simetrične morske životinje crvolikog oblika.
Ime polusvitkovci dobivaju po malenom divertikulu s leđne strane koji se smatra začetkom svitka ili chordae dorsalis. Drugi naziv crijevodisači dolazi po tome što su im se organi za disanje razvili na prednjem dijelu crijeva. Imaju i niz otvora (škržne pukotine) kojima prolazi voda, a hrane se organskim ostatcima s morskog dna. Krvožilni sustav tvore dvije glavne žile, leđna i trbušna, koje završavaju većim šupljim prostorima – sinusima ili slobodnim zatonima. 
Najpoznatiji su im predstavnici žiroglavci.